# Ядро (ядерна зброя)

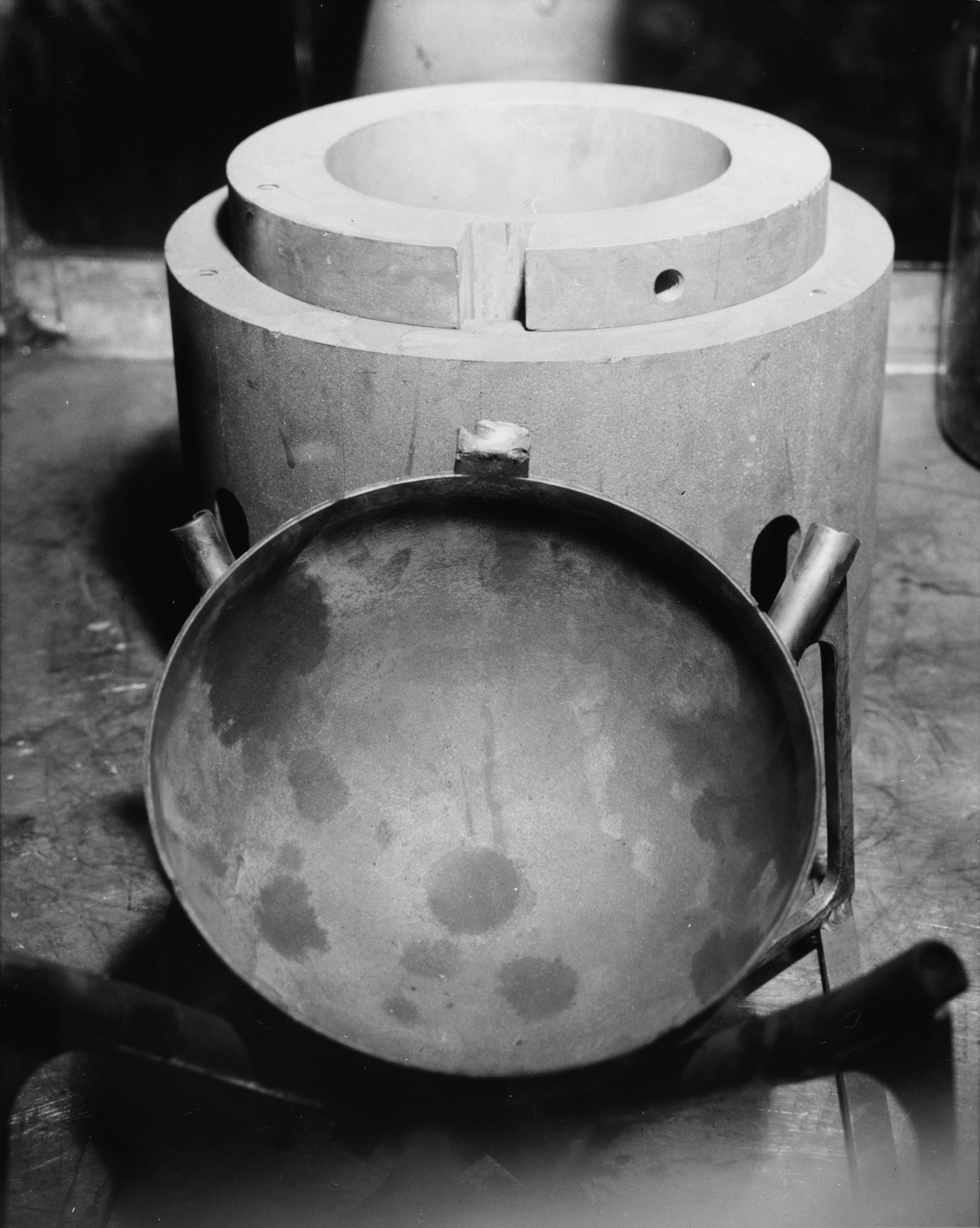
Прецизійна плутонієва ливарна форма, 1959 рік

У конструкції ядерної зброї ядро (англ. Pit, також сердечник або яма) — центральний і головний елемент конструкції, ядерної зброї імплозійного типу, що складається з матеріалу, що розщеплюється, і будь-якого відбивача нейтронів або прикріпленого до нього тампера. У деяких видах зброї, випробуваних у 1950-х роках, використовувалися ядра, виготовлені лише з урану-235 або у вигляді суміші з плутонієм. Повністю плутонієві сердечники мали менший діаметр і були стандартом початку 1960-х років. Ядро названа на честь твердої серцевини кісточкових плодів, таких як персики та абрикоси.

## Конструкції

### Ядра Крісті
Ядра першої ядерної зброї були суцільними, з модульованим нейтронним ініціатором в центрі. Гаджет і Товстун використовували кістянки, виготовлені з 6,2 кг твердого гарячого пресованого плутонієво-галієвого сплаву (при 400 °C і 200 МПа в сталевих штампах – 750 °F і 29 000 psi) півкулі 9,2 см діаметр, з 2,5 см внутрішніми порожнина для ініціатора. Ядро Гаджета було гальванічним з 0,13 мм срібла через сприйнятливість плутонію до корозії в атмосфері кисню. Однак цей шар, утворив пухирі, які потрібно було відшліфувати. Перед випробуванням ці проміжки були залатані сусальним золотом. Ядра Товстуна та наступних моделей були покриті нікелем. Вважалося, що порожнисте ядро є більш ефективною, але зрештою її відхилили через вищі вимоги до точності імплозії.
У пізніших конструкціях використовувалися ініціатори TOM подібної конструкції, але з діаметром лише приблизно 1 см. Внутрішні ініціатори нейтронів пізніше були виведені з експлуатації та замінені на імпульсні джерела нейтронів, а також на посилене збройове ділення.
Тверді ядра були відомі як дизайн «Крісті» на честь Роберта Крісті, який втілив у життя дизайн твердого ядра після того, як його запропонував Едвард Теллер. Разом із ядром весь пакет фізики також отримав неофіційне прізвисько «Гаджет Крісті».

### Левітовані ядра
Ефективність імплозії можна збільшити, залишивши порожній простір між трамбівкою та ядром, викликаючи швидке прискорення ударної хвилі перед тим, як вона вдариться в центр самого ядра. Цей метод відомий як імплозія з левітацією. Левітаційні ядра були випробувані в 1948 році з бомбами типу «Товстун» (Mark IV). Рання зброя з левітуючим ядром мала знімну саму серцевину ядра, яка називається відкритим ядром. Його зберігали окремо, в спеціальній капсулі, яка називалася пташиною кліткою.

### Порожнисті ядра
Під час імплозії порожнистого ядра шар плутонію прискорюється всередину, стикаючись посередині й утворюючи надкритичну сферу високої щільності. Завдяки доданому імпульсу сам плутоній відіграє частину ролі тампера, вимагаючи меншої кількості урану в тамперному шарі, що зменшує вагу та розмір боєголовки. Порожнисті кістянки більш ефективні, ніж суцільні, але вимагають більш точної імплозії. Тому для перших зразків зброї віддавали перевагу суцільним ядрам "Крісті". Після закінчення війни в серпні 1945 року лабораторія знову зосередилася на проблемі порожнистого ядра, і решту року їх очолював Ганс Бете, його керівник групи та наступник теоретичного відділу з порожнистим композитним сердечником представляє найбільший інтерес через вартість плутонію та проблеми з нарощуванням реакторів Хенфорда.

### Композитні активні та уранові ядра
У той час запаси плутонію-239 були дефіцитними. Щоб зменшити його кількість, необхідну для ядра, було розроблено композитне ядро, де порожниста оболонка з плутонію була оточена зовнішньою оболонкою з більш великої кількості високозбагаченого урану. Композитні сердечники були доступні для ядерних бомб Mark 3 до кінця 1947 року. Наприклад, композитний сердечник для американської бомби Mark 4, сердечник 49-LCC-C був виготовлений з 2,5 кг плутонію і 5 кг урану. Його вибух виділяє лише 35% енергії плутонію та 25% урану, тому він не дуже ефективний, але економія ваги плутонію є значною.
Іншим фактором для розгляду різних матеріалів ядер є різна поведінка плутонію та урану. Плутоній ділиться швидше і виробляє більше нейтронів, але тоді його виробництво було дорожчим і дефіцитним через обмеження наявних реакторів. Уран повільніше розщеплюється, тому його надкритичну масу можна зібрати більшу, що забезпечує більшу потужність зброї. Композитний сердечник розглядався ще в липні 1945 року, а доступними вони стали в 1946 році. Пріоритетом для Лос-Аламоса тоді було проектування повністю уранового ядра. Нові їх конструкції були випробувані під час операції «Пісковик».

### Герметичні ядра
Герметичне ядро означає, що навколо неї всередині ядерної зброї утворюється твердий металевий бар’єр без отворів. Це захищає ядерні матеріали від погіршення навколишнього середовища та допомагає зменшити ймовірність їх викиду в разі випадкової пожежі чи незначного вибуху. Першою американською зброєю, в якій використовувалися герметичні ядра, була боєголовка W25. Металом часто є нержавіюча сталь, але також використовуються берилій, алюміній і, можливо, ванадій. Берилій крихкий, токсичний і дорогий, але є привабливим вибором через його роль відбивача нейтронів, що знижує необхідну критичну масу самого ядра. Ймовірно, між плутонієм і берилієм існує шар металу розділу, який захоплює альфа-частинки від розпаду плутонію (і америцію та інших забруднювачів), які інакше реагували б з берилієм і виробляли нейтрони. Берилієві тампери/рефлектори почали використовувати в середині 1950-х років. Деталі були виготовлені з пресованих порошкових берилієвих заготовок на заводі Rocky Flats.
Більш сучасні плутонієві ядра є порожнистими. Часто цитована специфікація, застосовна до деяких сучасних ядер, описує порожнисту сферу з відповідного конструкційного металу, приблизного розміру та ваги м’яча для боулінгу, з каналом для ін’єкції тритію (у випадку посиленої зброї поділу), з внутрішньою поверхнею покритою плутонієм. Розмір, зазвичай між м'ячем для боулінгу та тенісним м'ячем, точність сферичності, вага та ізотопний склад матеріалу, що розщеплюється, основні фактори, що впливають на властивості зброї, часто класифікуються. Порожнисті ядра можуть бути виготовлені з напівкорпусів із трьома зварними швами навколо екватора та трубою, припаяною (до берилію чи алюмінієвої оболонки) або звареною електронним променем або TIG (до оболонки з нержавіючої сталі) для введення наддувного газу. Ядра, покриті берилієм, більш вразливі до руйнування, більш чутливі до коливань температури, частіше вимагають очищення, сприйнятливі до корозії під впливом хлоридів і вологи, а також можуть наражати працівників на токсичний берилій.

### Лінійні імплозійні ядра
Подальша мініатюризація була досягнута шляхом лінійної імплозії. Подовжене, суцільне ядро субкритичної маси, переформоване в надкритичну сферичну форму двома протилежними ударними хвилями, а пізніше порожнисте ядро з більш точною формою імплозійних ударних хвиль, дозволило створити відносно дуже малі ядерні боєголовки. Однак конфігурація вважалася схильною до випадкової детонації високої потужності, коли вибухівка випадково ініціюється, на відміну від сферичної імплозії, де асиметрична імплозія руйнує зброю, не викликаючи ядерної детонації. Це потребувало спеціальних запобіжних заходів при проектуванні та серії тестів на безпеку, включаючи одноточкову безпеку.

### Розподіл ядер між зброєю
Конструкції зброї можуть розподіляти ядра. Наприклад, кажуть, що боєголовка W89 повторно використовує ядра від W68. Багато конструкцій ядер стандартизовано та розподілено між різними пакетами фізики. Однакові пакети фізики часто використовуються в різних боєголовках. Ядра також можна використовувати повторно; запечатані кістянки, витягнуті з розібраної зброї, зазвичай накопичуються для прямого повторного використання. Завдяки низькій швидкості старіння плутонієво-галієвого сплаву термін придатності їх оцінюється в століття і більше. Найстарішим ядрам в арсеналі США не менше 50 років. 
Герметичні ядра можна класифікувати як з’єднані та не з’єднані. Несклеєні можна розібрати механічним способом; для відділення плутонію достатньо токарного верстата. Переробка склеєних, потребує хімічної обробки.
Кажуть, що сердечники сучасної зброї мають радіус приблизно 5 см.

## Типи зброї та ядра
| Конструкторська лабораторія | Зброя    | Тип ядра | Статус            | Примітки |
| --------------------------- | -------- | -------- | ----------------- | --- |
| LANL                        | B61-3,10 | 123      | Тривалий запас    | |
| LANL                        | B61-7,11 | 125      | Тривалий запас    | |
| LANL                        | B61-4    | 118      | Тривалий запас    | |
| LANL                        | W76      | 116      | Тривалий запас    | Найбільш чутлива до тепла, конструкція LANL |
| LANL                        | W78      | 117      | Тривалий запас    | |
| LANL                        | W80      | 124      | Тривалий запас    | Відповідальність передається LLNL |
| LANL                        | W80      | 119      | Тривалий запас    | |
| LANL                        | W80-0    |          | Тривалий запас    | Плутоній-239, низькорадіоаційна, для військово-морського використання. |
| LANL                        | W88      | 126      | Тривалий запас    | |
| LLNL                        | B83      | MC3350   | Тривалий запас    | Найважча, вогнетривке ядро |
| LLNL                        | W62      | MC2406   | Тривалий запас    | |
| LLNL                        | W84      | ?        | Тривалий запас    | Вогнетривка ядро |
| LLNL                        | W87      | MC3737   | Тривалий запас    | Вогнетривке ядро |
| LANL                        | B28      | 83       | Зняте з озброєння | |
| LANL                        | B28-0    | 93       | Зняте з озброєння | Має мінімальну теплоту розпаду. W28-0 використовували внутрішню ініціацію, пізніші моделі B28 використовували зовнішню ініціацію, ймовірно, використовуючи інший тип ядра. |
| LANL                        | B43      | 79       | Зняте з озброєння | Вкрите берилієм |
| LANL                        | B43-1    | 101      | Зняте з озброєння | Вкрите берилієм |
| LANL                        | W44      | 74       | Зняте з озброєння | Вкрита берилієм |
| LANL                        | W44-1    | 100      | Зняте з озброєння | Вкрите берилієм |
| LANL                        | W50-1    | 103      | Зняте з озброєння | |
| LANL                        | B53      | 76       | Зняте з озброєння | Суцільноуранове ядро |
| LANL                        | W54      | 81       | Зняте з озброєння | Вимагає очищення перед тривалим зберіганням |
| LANL                        | W54-1    | 96       | Зняте з озброєння | Вимагає очищення перед тривалим зберіганням |
| LANL                        | B57      | 104      | Зняте з озброєння | |
| LANL                        | W59      | 90       | Зняте з озброєння | |
| LANL                        | B61-0    | 110      | Зняте з озброєння | |
| LANL                        | B61-2,5  | 114      | Зняте з озброєння | |
| LANL                        | W66      | 112      | Зняте з озброєння | |
| LANL                        | W69      | 111      | Зняте з озброєння | |
| LANL                        | W85      | 128      | Зняте з озброєння | |
| LLNL                        | W48      | MC1397   | Зняте з озброєння | Вкрите берилієм, потребує очищення перед тривалим зберіганням |
| LLNL                        | W55      | MC1324   | Зняте з озброєння | Підозрюється, що вкрите берилієм |
| LLNL                        | W56      | MC1801   | Зняте з озброєння | Високорадіактивне, вимагає очищення перед тривалим зберіганням |
| LLNL                        | W68      | MC1978   | Зняте з озброєння | |
| LLNL                        | W70-0    | MC2381   | Зняте з озброєння | |
| LLNL                        | W70-1    | MC2381a  | Зняте з озброєння | |
| LLNL                        | W70-2    | MC2381b  | Зняте з озброєння | |
| LLNL                        | W70-3    | MC2381c  | Зняте з озброєння | |
| LLNL                        | W71      | Unknown  | Зняте з озброєння | Вимагає очищення перед тривалим зберіганням |
| LLNL                        | W79      | MC2574   | Зняте з озброєння | Підозрюється, вкрите берилієм |

## Міркування щодо безпеки

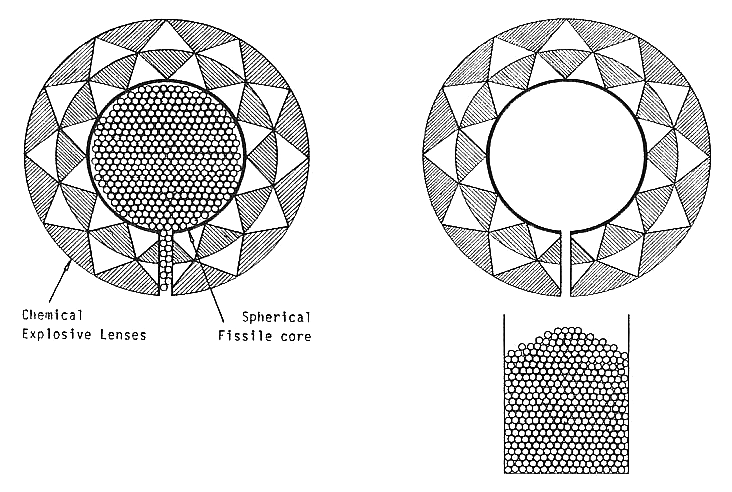
Сталевий кульковий запобіжник

Одноточковий тестовий запобіжник

Перша зброя мала знімні ядра, які встановлювалися в бомбу незадовго до її розгортання. Триваючий процес мініатюризації призвів до змін у конструкції, завдяки чому ядро можна було вставляти на заводі під час складання пристрою. Це викликало необхідність перевірки безпеки, щоб переконатися, що випадкова детонація вибухових речовин не призведе до повномасштабного ядерного вибуху; Проект 56 був одним із такої серії випробувань.
Випадкова детонація високої потужності завжди викликала занепокоєння. Конструкція левітованого ядра дозволила вставляти сердечники в бомби під час польоту, відокремлюючи ядро, що розщеплюється, від вибухових речовин навколо нього. Тому багато випадків випадкових втрат і вибухів бомб призвели лише до розсіювання урану з трамбування бомби. Однак пізніші конструкції порожнистих кістянок, де немає простору між кістянки та трамбівкою, зробили це неможливим.

## Виробництво та перевірки
Система радіаційної ідентифікації входить до ряду методів, розроблених для перевірки ядерної зброї. Це дозволяє знімати відбитки пальців з ядерної зброї, щоб можна було перевірити її ідентичність і статус. Використовуються різні фізичні методи, включаючи гамма-спектроскопію з германієвими детекторами високої роздільної здатності. Лінія 870,7 кеВ у спектрі, що відповідає першому збудженому стану кисню-17, свідчить про наявність у зразку оксиду плутонію(IV). Вік плутонію можна встановити, вимірявши співвідношення плутонію-241 і продукту його розпаду, америцію-241. Однак навіть пасивні вимірювання гамма-спектрів можуть бути спірним питанням під час міжнародних інспекцій зброї, оскільки вони дозволяють охарактеризувати використовувані матеріали, наприклад, ізотопний склад плутонію, який можна вважати секретним.
Між 1954 і 1989 роками ядра для американської зброї вироблялися на заводі Rocky Flats. Пізніше завод було закрито через численні проблеми з безпекою. Міністерство енергетики намагалося відновити там виробництво кістянок, але неодноразово зазнавало невдачі. У 1993 році Міністерство енергетики перенесло виробництво берилію з недіючого заводу Rocky Flats до Національної лабораторії Лос-Аламоса. У 1996 році туди ж було перенесено кар'єрне виробництво. Резервні та надлишкові ядра, а також вилучені з розібраної ядерної зброї, загальною кількістю понад 12 000 одиниць, зберігаються на заводі Пантекс. 5000 з них, що містять близько 15 тонн плутонію, визначені як стратегічний резерв, решта надлишки, які потрібно утилізувати. Поточне виробництво нових ядер LANL обмежено приблизно 20 штуками на рік, хоча Національне управління з ядерної безпеки наполягає на збільшенні виробництва для програми Reliable Replacement Warhead. Однак Конгрес США неодноразово відмовляв у фінансуванні.
Приблизно до 2010 року Лос-Аламоська національна лабораторія мала потужність виробляти від 10 до 20 на рік. Центр заміни хімії та металургії (CMMR) розширить цю можливість, але невідомо, наскільки. У звіті Інституту оборонних аналізів, написаному до 2008 року, оцінюється «майбутня потреба в виробництві в 125 на рік на CMRR, з можливістю підвищення до 200».

## Переробка
Відновлення плутонію з виведених з експлуатації ядер може бути досягнуто різними способами, як механічними (наприклад, видалення оболонки токарним верстатом), так і хімічними. Зазвичай використовується гідридний метод; ядро розрізають навпіл, половину кладуть всередину вниз над лійкою і тиглем у герметичному апараті, і в простір вводять певну кількість водню. Водень реагує з плутонієм, утворюючи гідрид плутонію, який потрапляє у воронку та тигель, де плавиться, вивільняючи водень. Плутоній також можна перетворити на нітрид або оксид. Практично весь плутоній з ядра можна видалити таким чином. Процес ускладнюється великою різноманітністю конструкцій і складів сплавів, існуванням композитних уран-плутонієвих ядер. Збройовий плутоній також необхідно змішувати з іншими матеріалами, щоб змінити його ізотопний склад настільки, щоб перешкодити його повторному використанню у зброї.

## Дивись також
- Ядерні властивості берилію
- Юджин Пол Вігнер
- Георгій Кістяковський
- Ефект Манро
- Полоній
- Плутоній-239